# Manuel Cervera i Fita
Manuel Cervera i Fita (Vilafranca del Penedès 1915-2015) fou un activista cultural català. Va ser un dels impulsors de l'Agrupació Polifònica de Vilafranca, de la qual va exercir la presidència (1957-70) i la direcció (1970-73); va formar part de l'equip directiu del Secretariat d'Orfeons de Catalunya, i va participar en la creació de la Federació Catalana d'Entitats Corals. El 1976 funda la Coral Sant Sadurní, que dirigeix fins al 1989, i la seva filial infantil Els Gotims, i el 1990 la Coral Foix, a Torrelles de Foix, que dirigeix fins al 2004. És director de la Schola Gregoriana de Vilafranca, que des del final dels 80 fomenta la recuperació del cant gregorià. Des d'aquesta entitat, ha estat l'impulsor i organitzador de la I Trobada de grups de cant gregorià de Catalunya, realitzada a Sant Cugat el 2005. El 2006 va rebre el Premi d'Actuació Cívica de la Fundació Lluís Carulla. Morí el 13 de setembre de 2015 als 100 anys.